# Ешмуратова, Куралай Халекетовна
Куралай Халекетовна Ешмуратова  — советская и казахская актриса театра. Заслуженная артистка Республики Казахстан (1994), Заведующая кафедрой «Актёрское мастерство и режиссура» КазНУИ  (г.Астана), профессор. Первый профессиональный режиссёр кукольного искусства Казахстана. Художественный руководитель "Театр кукол" города Астаны.

## Биография
Куралай Халекетовна Ешмуратова родилась 4 июля 1945 года в Семипалатинске. Происходит из рода Уақ Среднего Жуза.
1962-1967. Обучение в консерватории им. Курмангазы  по специальности «Актриса театра и кино».
1967-2002. Главный режиссёр, художественный руководитель и актёр-кукловод в Государственном Алматинском театре кукол. Более тридцати лет возглавляла творческий коллектив Республиканского театра кукол г. Алматы.
1972-1974. Стажировка на двухлетних высших режиссёрских курсах в Центральном театре кукол им. С.В. Образцова в Москве.
В 2007 году Ешмуратова К.Х., ученица основоположника Советского кукольного искусства, Героя Соц. труда, Народного артиста СССР С.В. Образцова, активно содействовала открытию Театра кукол при Государственном театре юного зрителя в г. Астане. Театр открылся её постановкой «Легенда о любви», по мотивам народной поэмы «Кыз Жибек». 
В этом же году при активном участии К.Х. Ешмуратовой открывается отделение театра кукол в Казахском Национальном университете искусств, где она работает по сей день Профессором кафедры «Музыкальная драма и искусство театра кукол».
В 2008 году отделение театра кукол переименовывается в “Театр аниматрониксов – Джунгли”.
В 2010 по постановлению акима г. Астаны театр кукол приобретает самостоятельный статус Государственного театра кукол акимата г. Астаны и художественным руководителем назначается Ешмуратова К.Х.  
Вместе с режиссёрской деятельностью продолжает преподавание в Государственной академии искусств им. Т. Жургенова

## Творческая деятельность
С 1967 года по сегодняшний день Ешмуратовой Куралай Халекетовной было поставлено в театрах кукол Казахстана более ста спектаклей для детей и взрослых.
К.Х. Ешмуратова работала в творческом содружестве со многими известными драматургами и композиторами страны, среди которых Л. Хамиди, Е. Рахмадиев, Н. Тлендиев, С. Жунусов, Н. Оразалин, Ш. Калдаяков, В. Булгаровский, А. Бейсеуов, Е. Хасангалиев, О. Аубакиров, О. Бодыков, С. Омаров и др.
В 1974 году спектакль по пьесе А. Табылдиева «Самый великий великан», поставленный К. Ешмуратовой под руководством С.В. Образцова, стал её дипломным спектаклем по окончании высших режиссёрских курсов.
Спектакль «Кербакбай» К. Амангельдинова[уточнить] получил почётный диплом на первом Международном фестивале театров кукол Средней Азии и Казахстана в 1974 году в г. Фрунзе Киргизской ССР. В этом спектакле впервые были применены полу плоскостные куклы, что было положительно отмечено как новшество в кукольном искусстве председателем международного общества кукольников Ян Маликом, Польша.
В конце 70-х г. большим событием для театра явилась постановка «Божественная комедия» И. Штока в казахской группе для взрослого зрителя, где впервые применяется чёрный кабинет и планшетные куклы.
В эти же годы были поставлены ряд спектаклей для взрослого зрителя, такие как: «Взбалмошная Сабира» (Сабираның әлегі), «Неуклюжий Ораш» (Орашалақ Ораш) О. Бодықова, «В плену иллюзии» (Көрсең де арманда), «Терискакбай», «Товарищи» (Жолдастар), «Приходите – посмотрите!» (Келіңіздер – көріңіздер!) О. Аубакирова, «Спотыкаясь-падая…» (Жығылып-сүрініп…) С. Жунусова.
В 1977 году состоялась тысячная постановка спектакля «Взбалмошная Сабира» О.Бодыкова (режиссёр К.Ешмуратова) во время гастролей в Каракалпакской АССР, где она был удостоена грамотой Министерства культуры Каракалпакской АССР.
Необходимо отметить спектакль «Спорт и Кожа», который в 1978 году получил диплом первой степени на Международном фестивале театров кукол в г. Ташкенте Узбекской ССР, где получил положительные отзывы присутствующих на фестивале великих мастеров кукольного искусства Советского Союза М.М. Королёв и С.В. Образцов.
Для детского зрителя в 1980 году впервые в Казахстане в театре кукол она поставила спектакль для одного актёра «Канбак шал», основанный на одноимённой казахской сказке. Этот спектакль получил Гран-при Международного фестиваля театров кукол «Золотая маска» в Тегеране (Иран) в 1994 году как самый лучший детский спектакль, имеет множество Гран-при, дипломы из Чехословакии, Японии, Турции. Спектакль не сходит с репертуара почти полвека.
В те же годы был поставлен спектакль: «Праздник продолжается» Н. Оразалина. В этом спектакле задействованы куклы 15 республик, весь Советский Союз. Спектакль более сорока лет не сходит с репертуара Алматинского театра кукол и неоднократно получал дипломы не только на международных фестивалях театров кукол Советского Союза, но и на зарубежных фестивалях и гастролях, таких как: Чехословакия, Китай, Япония, Россия и др.
В 1981 году «Легенда о Белой птице» Н. Оразалина и «Жомарт» К. Амангельдинова в постановке Ешмуратовой К.Х. впервые в истории театра провели гастроли по Вьетнаму и Кампучии, где получили большое признание вьетнамских и кампучийских детей.
В 1985 году Ешмуратовой К.Х. впервые были использованы ростовые куклы в спектаклях «Айболит», «Тараканище» К. Чуковского. Эти спектакли предназначались для дошкольного и младшего школьного возраста в жанре маленькой оперы для маленьких детей. Тем самым приближая детей к познанию оперного искусства.
В середине 80-х гг. Ешмуратовой К.Х. был осуществлён спектакль «Атамекен», по мотивам повести С. Жунусова «Аманай мен Заманай». Этот спектакль был этапным для театра кукол. Впервые режиссёр обратился к трагедии, тем самым доказывая, что искусству театра кукол подвластны все театральные жанры. Спектакль был предназначен для детей среднего возраста, затрагивая вопросы любви и преданности к своей родине.
В 1990-2000-х годах режиссёром К.Х. Ешмуратовой были поставлены такие спектакли как: «Золотой петух» И. Крянге, «Могучее слово» Л. Симонова, «Дедушка Мороз и Кикимора», «Машенька и медведь», «Дед Мороз и лето» по мотивам русских народных сказок, «Весна пришла», «Новогодние сказки», «Волшебные слова» А. Табылдиева, «Приключения в стране Светофории», «В тени тутового дерева» Ю. Ходжаева и др.
С 2007 года по сегодняшний день в Государственном театре кукол г. Астаны, будучи художественным руководителем, Ешмуратова К.Х. создала ряд спектаклей в разных жанрах. В эти годы были поставлены два спектакля в жанре трагедия: «Легенда о любви» по мотивам «Кыз Жибек» и «Вечное детство» (Мәңгілік бала бейне) Р. Мукановой, посвящённая детям – жертвам Семипалатинского полигона, и в новом режиссёрском решении спектакль «Атамекен» С. Жунусова.
Одним из необычных спектаклей является «Ертостик» Қ. Ежембекова, в котором современная музыка и танцы рэпа переплетаются с народными казахскими песнями, танцами, традициями.
Спектакли «О, тоба!» Е. Жуасбекова, «Заветные слова» М. Тойбаева в постановке режиссёра, поднимает вопрос отцов и детей, уважение к старшим, любовь к природе и к ценностям человеческой морали.
В спектакле «Сердце матери» по мотивам «Маугли» Р. Киплинга, режиссёр делает героем не мальчика Маугли, как во всех постановках, а мать, волчицу Ракшу. Ракша воспитала в Маугли человека, который в ответственный момент бросается в бой с тигром Шерханом, в защиту своей стаи, то есть своего народа.
Учителя: Народный артист профессор А.Токпанов; Заслуженный деятель искусств, профессор Р.М. Каныбаева; Народный артист СССР, основатель кукольного искусства С.В.Образцов.
Ученики: Ведущие заслуженные актёры театра кукол Казахстана и России.

## Фестивали "Куралай"
В 2015 году в честь 70-летия со дня рождения и 50 лет творческой деятельности Куралай Халекетовны был организован «І Международный фестиваль театров кукол «Құралай», который длился с 29 июня по 2 июля и стал событием не только в истории казахского искусства театра кукол, но и всего театрального искусства страны. Международный фестиваль проходил в рамках празднования Дня города Столицы Астаны. В нём приняли участие зарубежные гости из таких стран как Перу, Эстония, Сербия, Румыния, Болгария, Таджикистан, Россия. Открывал фестиваль Астанинский театр кукол спектаклем «Атамекен» С.Жунусова, в постановке юбиляра К. Ешмуратовой.
В 2018 году в честь ХХ-летия столицы с 1 июля по 4 июля состоялся II-ой Международный фестиваль театров кукол «Куралай» имени Заслуженной артистки Республики Казахстан Куралай Ешмуратовой. Спектакли проходили на сцене столичного театра кукол. Фестиваль посетили известные театры кукол из Туниса, Боснии и Герцеговины, Бельгии, Италии, Польши, Турции, Эстонии, Сербии, России и Казахстана. 
В честь 25-летия столицы Республики Казахстан – Астаны, с 25 по 29 июня 2023 года в городе Астана состоялся III Международный фестиваль кукольных театров «Куралай». В фестивале приняли участие 13 творческих коллективов из различных стран мира, включая Китай, Перу, Турцию, Сербию, Эстонию, Россию, Узбекистан и Казахстан.

## Семья
Отец - Халеолла Ешмуратов – заслуженный артист КазССР.
Мама - Гайникамал Амирбекова – ведущая актриса театра, балерина.
Дочь - Тогжан Хасангалиева – директор "Театра кукол" города Астаны, кандидат театроведческих наук и философии, кавалер ордена «Қурмет».
Дочь - Айжан Салаева – режиссёр-постановщик, магистр искусствоведческих наук.
Дочь - Анар Ешмуратова – доктор философии PhD.

## Публикации
Ешмуратова К.Х. “Қуыршақ театрының құпиялары” (Секреты кукольного театра) / Астана, 2013 ISBN 978-9965-881-93-0
Выпущена монография об искусстве театра кукол Казахстана “Қуыршақ театрының құпиялары” (Секреты кукольного театра), многочисленные статьи, заметки, методические пособия по искусству кукловождения.

## Премии и награды
Участник Республиканских и Международных фестивалей, была награждена дипломами и грамотами. Лауреат первой Национальной театральной премии "Сахнагер-2017" в номинации "Сценическое долголетие" .
Кавалер орденов и медалей "Дружба народов", "Знак Почёта" (1986), "Ветеран труда" (1988), "20 лет независимости Республики Казахстан" (2011), "За трудовое отличие"  (2012), "Ветеран труда" (2015), почётный знак "Республиканский профессиональный союз работников культуры, спорта и информации"
Заслуженная артистка Республики Казахстан (1994)